# Ioulia Abramtchouk
Ioulia Abramtchouk, en russe Юлия Абрамчук, née en 1982 à Léningrad en  Union soviétique (aujourd'hui Saint-Pétersbourg,  Russie), est une grimpeuse russe. 

## Palmarès

### Championnats du monde
- 2009 à Qinghai,  Chine
  -  Médaille d'or en bloc
- 2005 à Munich,  Allemagne
  -  Médaille d'argent en bloc